# Peter Stubmann

Peter Stubmann

Peter Franz Stubmann, Pseudonym Thomas Klingg, (* 21. Oktober 1876 in Dresden; † 29. Juli 1962 in Hamburg) war ein deutscher Jurist und Politiker der Deutschen Demokratischen Partei (DDP). Er war Mitglied des Reichstages, Staatsminister von Mecklenburg-Strelitz, Hamburger Senator, sowie Schriftsteller.

## Leben
Peter Stubmann war der Sohn des Kaufmanns Franz August Hugo Stubmann und besuchte von 1883 bis 1896 die Bürgerschule und das Kreuzgymnasium in Dresden. 1896 bis 1901 studierte er Rechts- und Staatswissenschaften sowie Nationalökonomie in Jena und Leipzig und wurde 1901 in Jena zum Dr. jur. promoviert.
Er war Assistent an der Handelskammer in Ruhrort (1902) und Essen (1906). Später arbeitete er als Syndikus des Vereins Hamburger Reeder (1903 und 1908).
Er nahm am Ersten Weltkrieg in den Jahren 1914 bis 1916 teil. 1916 wurde er in den Kriegsausschuss der Deutschen Reederei berufen.
Stubmann war auch als Schriftsteller tätig, so verfasste er mehrere Schriften über Albert Ballin, im und nach dem Zweiten Weltkrieg veröffentlichte er vor allem  unter dem Pseudonym Thomas Klingg.

## Politische Laufbahn
Stubmann war Mitglied der Hamburgischen Bürgerschaft von 1913 bis 1918 in der sogenannten Fraktion der Rechten, die sich 1916 in Fraktion der Nationalliberalen Partei umbenannte. Sowie von 1920 bis 1933 für die DDP.
Zeitweise, zumindest 1918, war Stubmann stellvertreter Landesvorsitzender des Nationalliberalen Landesverband Hamburg, dessen Vorsitz Wilhelm Amsinck Burchard-Motz innehatte.

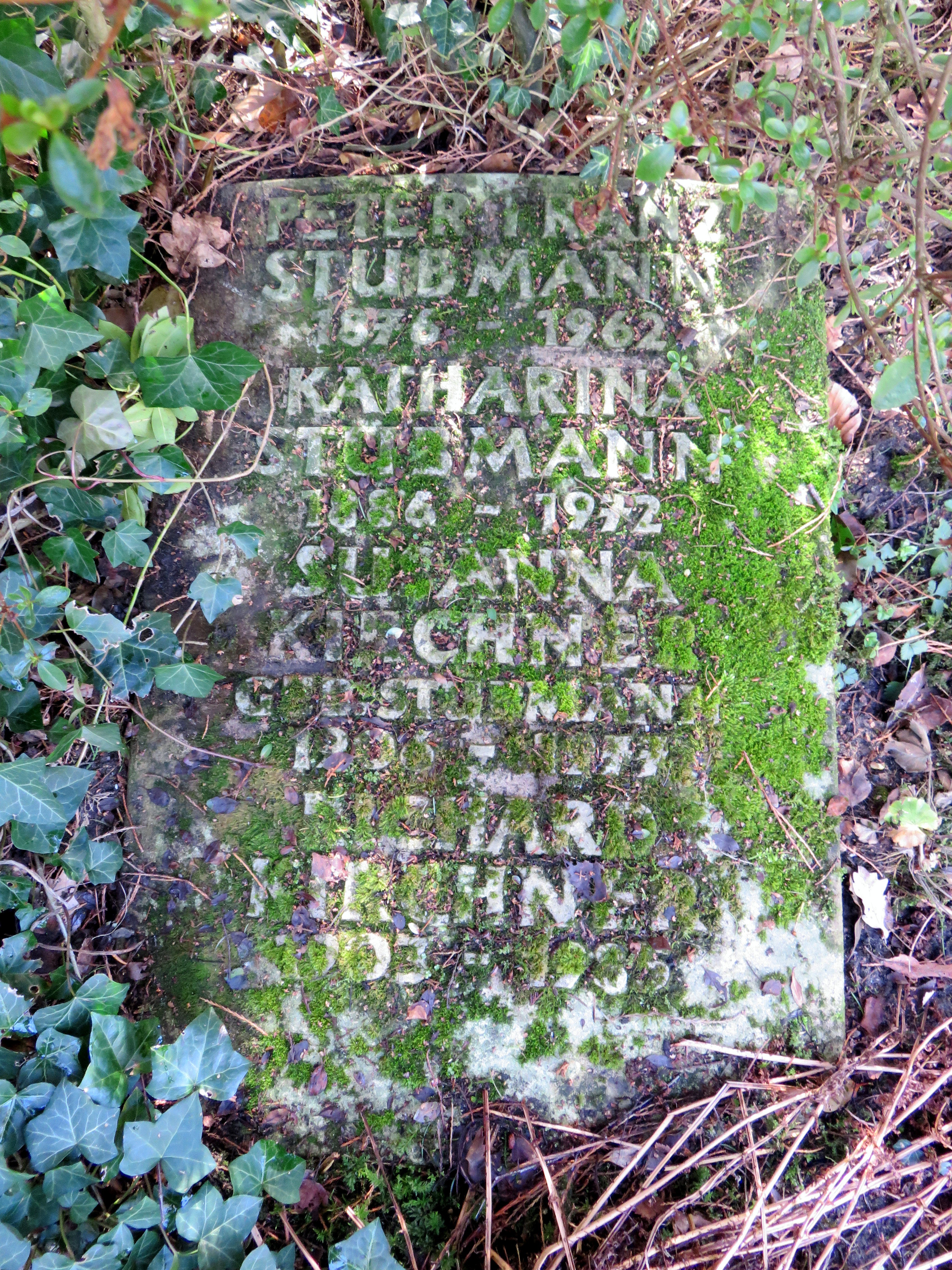
Kissenstein für Peter Franz Stubmann auf dem Friedhof Ohlsdorf

Für den Reichstagswahlkreis Großherzogtum Mecklenburg-Strelitz saß er 1917/18 als Nationalliberales Mitglied im Reichstag. Kurz nach der Novemberrevolution 1918–1919 übernahm er für kurze Zeit das Amt des Vorsitzenden des Staatsministeriums (Ministerpräsident) des Freistaates Mecklenburg-Strelitz. Für den gleichen Wahlkreis saß er 1919/20 für die DDP in der Nationalversammlung und 1920 im Reichstag.
1920 wechselte er wieder nach Hamburg. Vom 12. November 1920 bis zum 8. März 1925 war Stubmann Senator im Hamburger Senat, davon ab 1923 als Senator für Handel Schiffahrt und Gewerbe. 1925–1933 wirkte er als Direktor der staatseigenen Hafen-Dampfschiffahrts A.G. Hamburg und wurde 1933 dienstentlassen.
Als Vorsitzender der Hamburger DDP (1925 bis 1930) war er ein begeisterter Anhänger des Volksbegehrens von 1926 über die Fürstenenteignung in der Weimarer Republik. Beim anschließenden Volksentscheid im selben Jahr verzichtete er nur aufgrund von Parteidisziplin auf eine Agitation für die Abstimmung. Die DDP war zu dem Thema gespaltener Ansicht und hielt sich offiziell als Partei mit Empfehlungen zurück.
Ab 1936 lebte er in Königsberg (Bayern), wo er 1937 der NSDAP beitrat. 1952 wurde er Ehrenbürger der Stadt Königsberg und kehrte 1956 nach Hamburg zurück.
Peter Stubmann wurde auf dem Ohlsdorfer Friedhof in Hamburg im Planquadrat R 11 südöstlich von Kapelle 1 beigesetzt.

## Publizist
Stubmann wirkte in der DDP als Herausgeber einer einflussreichen politischen Zeitschrift, die von 1918 bis 1928 erschien: Das demokratische Deutschland, 1923 umbenannt in Deutsche Einheit. Er ab diese DDP-nahe Wochenschrift nach ihrer Gründung am 14. Dezember 1918 in Berlin zunächst gemeinsam mit Ludwig Bergsträsser und Hermann Kalkoff heraus. Johann Henrich von Bernstorff gehörte informell zum Gründerkreis, war aber erst ab Dezember 1920 förmlich Ko-Herausgeber, als Kalkoff ausschied. Auch Bergsträsser gab die Herausgeberschaft bald auf, so dass Stubmann und Bernstorff die Zeitschrift führten. Sie erschien im parteieigenen Demokratischen Verlag in Berlin, dann im Frei-Werk-Verlag Hamburg, wurde reichsweit und im Ausland gelesen. Redaktionsleiter war zunächst Hugo Frenz, ab August 1920 Richard May. Kurze, klare, pointierte Essays prägten die Zeitschrift, die für den innerparteilichen Diskurs von Programm und Regierungspraxis gedacht war. Viele Prominente wurden Autoren, etwa Hans von Eckart, Egbert von Frankenberg, Ludwig Herz, Theodor Heuss, Hans Goslar, Adolf Korell, Heinrich Mann oder Rochus von Rheinbaben. "Was in der Deutschen Demokratischen Partei einen Namen hatte, benutzte das Blatt als Sprachrohr", hieß es in einer zeitungswissenschaftlichen Studie 1928. Bernstorff legte die Herausgeberschaft – nach vielen eigenen Beiträgen – im März 1927 nieder, um sich auf seine Völkerbundsarbeit zu konzentrieren.
Im zehnten und letzten Erscheinungsjahr 1928 holte Stubmann die DDP-Politiker Hartmann von Richthofen, Marie Elisabeth Lüders, Günther Grzimek sowie Werner Mahrholz (Vossische Zeitung) als Ko-Herausgeber an Bord. In einem Streit um anonyme Artikel zu einer Fusion von DDP und DVP, die ihm zugeschrieben wurden, aber seiner Auffassung völlig entgegenstanden, trat er am 1. Juli 1928 als Herausgeber zurück. Damit endete seine acht Jahre währende finanzielle Unterstützung, und die Zeitschrift erschien mit der Nr. 39 des zehnten Jahrgangs am 1. Oktober 1928 zum allerletzten Mal. 

## Schriften (Auswahl)
- Gegenwart und Zukunft der Seeschiffahrt. Berlin : Mittler, 1916
- Ballin. Berlin-Grunewald : Verlagsanstalt H. Klemm, 1926
  - Albert Ballin. Hamburg : OKIS Sattelmair, 1957
- Jan Blaufink. Berlin : Frundsberg, 1937
- Wind von drüben. Braunschweig : Vieweg, 1939
- Der Stern des Gewissens. Nürnberg : Die Egge, 1948
- Ein Weltbild zerbricht. Rothenburg o.d.T. : Peter, 1951
- Mein Feld ist die Welt. Hamburg : Christians, 1960, Erweiterte Neuauflage

Hörspiel
- 1959: Hurra, mien Modder kan swemm'n. Ein plattdeutsches Hörspiel nach Thomas Klinggs Hamburger Schelmenroman Jan Blaufink. Bearbeitung (Wort): Fritz Specht und Walter Gättke; Regie: Otto Lüthje. Sprecher u. a.: Heinz Lanker, Ludwig Meybert, Karl-Heinz Kreienbaum, Henry Vahl, Gertrud Prey und Walther Bullerdiek. Produzent: NDR. Abspieldauer: 48'37 Minuten. Die Aufnahme ist noch erhalten.